# Harris Manchester College
L'Harris Manchester College è uno dei collegi costituenti l'Università di Oxford. Fondato nel 1786, è riservato ai mature students, coloro che abbiano 21 anni o più; questa caratteristica lo rende il collegio più piccolo dell'intera università, con soli 150 studenti. 
Inizialmente con sede nella città di Manchester, il collegio fu creato da un gruppo presbiteriano con l'intenzione di essere liberale e aperto a tutti, in forte contrasto con la tradizione anglicana delle università britanniche di allora. L'ubicazione del collegio variò molte volte nei due secoli successivi; per un lungo periodo venne incorporato nell'università di Londra, per poi spostarsi ad Oxford nel 1893. L'Harris Manchester acquisì lo statuto ufficiale di collegio di Oxford solo nel 1996.

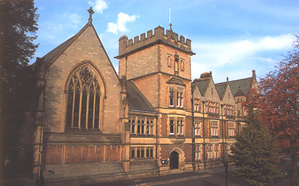
L'Harris Manchester College